# Aradi Viktor
Aradi Viktor (Pankota, 1883. február 22. – Szovjetunió, 1937 körül) magyar geológus, szociológus, történész, publicista. Egyes munkáit Erdélyi Viktor néven jegyezte.

## Életútja
A budapesti egyetemen geológiai tanulmányokat folytatott. 1906-ban a Prahova-völgy olajmezőinek feltárásában vett részt, majd Budapesten telepedett le, és magyar, osztrák, román szaklapokban földtani és bányagazdasági tárgyú tanulmányokat közölt. Miután a földtani társadalom szándékos, szenzációt kereső hamisításai miatt „kizárta” magából, 1910 után felhagyott geológiai munkásságával.
Az Erdélyi-érchegység bányászatát tanulmányozva felfigyelt a mócok nyomorára s évszázados társadalmi küzdelmeik vizsgálatába kezdett. Jászi Oszkár polgári radikális csoportjához tartozott, részt vett a Társadalomtudományi Társaság munkájában, s a Huszadik Század hasábjain a román nemzetiségi mozgalmak történetét, a nemzetiségi kérdés fejleményeit ismertette. A torockóiak négyszáz éves jogi harcáról, Varga Katalinról és a rutén skizma-perről írt feltűnő újságcikkeket, illetve könyvet. Tizenkétszer állították bíróság elé.
Az első világháború utolsó éveiben mint hadifogoly az orosz forradalom mellé állt, majd azzal szembekerült s hazajött. 1919-ben Budapesten a román katonai hatóságok alkalmazottjaként baloldali újságírókat véd meg az ellenforradalmi terrortól. 1920-ban Kolozsvárra költözött, részt vett a szakszervezetek szabadiskolájának szervezésében, megindította a Proletárok Könyvtára kiadványsorozatot. A kolozsvári Napkelet munkatársa, majd 1926-ban A Jövő Társadalma címen szocialista folyóiratot alapított; 1927-ben a Román Munkássegély főtitkára. Az 1928-as kolozsvári kommunista-perben a mócok védelmére írt régebbi cikkeinek tekintélye mentette meg az elítéltetéstől; Bukarestben fejtett ki szovjetbarát tevékenységet; 1930-ban három évre börtönbe került. 1933-ban családjával a Szovjetunióba emigrált, ahol a sztálini önkény törvénysértéseinek esett áldozatul. A Szovjetunió Kommunista Pártjának XX. Kongresszusa után rehabilitálták.

## Romániában megjelent műveiből
- Hazaárulásom története. Vádemelés, védőbeszéd és levél barátaimhoz (Marosvásárhely, 1920)
- A nemzeti kisebbségek kérdése Nagyromániában (Szociológiai tanulmányok 1. Torda, 1922)
- A csillagvilágtól a szocializmusig (Kolozsvár, 1924)
- Az emberi társadalom (Kolozsvár, 1925)
- Catarina, doamna noastră (a hasonló című 1913-as magyar eredeti román fordítása, Kolozsvár, 1928)
- A nagy pör (Kolozsvár, 1928)
- válogatott írásainak kiadása: Mócok földjén (cikkgyűjtemény Fuchs Simon válogatásában és bevezetésével, Gaal György jegyzeteivel és könyvészeti összeállításával, 1974)

## Lásd még
- Ateista irodalom Erdélyben